# Kanton Arques
Der Kanton Arques war von 1985 bis 2015 ein französischer Wahlkreis im Arrondissement Saint-Omer, im Département Pas-de-Calais und in der Region Nord-Pas-de-Calais; sein Hauptort ist Arques.

## Gemeinden
Der Kanton umfasste vier Gemeinden und einem Teil der Stadt Saint-Omer (angegeben ist hier die Gesamteinwohnerzahl, im Kanton lebten etwa 2.900 Einwohner):
| Gemeinde                 | Einwohner Jahr | Fläche km² | Bevölkerungsdichte | Code INSEE | Postleitzahl |
| ------------------------ | -------------- | ---------- | ------------------ | ---------- | ------------ |
| Arques                   | 9.936 (2013)   | 22,41      | 443 Einw./km²      | 62040      | 62510        |
| Blendecques              | 5167 (2013)    | 9,56       | 540 Einw./km²      | 62139      | 62575        |
| Campagne-lès-Wardrecques | 1193 (2013)    | 4,69       | 254 Einw./km²      | 62205      | 62120        |
| Helfaut                  | 1597 (2013)    | 8,92       | 179 Einw./km²      | 62423      | 62570        |
| Saint-Omer               | 13.992 (2013)  | –          | – Einw./km²        | 62765      | 62500        |